# سی‌ایچیرو یاسوئی
سی‌ایچیرو یاسوئی ((به ژاپنی: 安井誠一郎 Seiichirō Yasui); ۱۱ مارس ۱۸۹۱ – ۱۹ ژانویهٔ ۱۹۶۲) سیاستمدار اهل ژاپن بود. او مناصب مختلفی در دولت ژاپن داشت.
او از سال ۱۹۴۰ تا ۱۹۴۱ به عنوان فرماندار استان نیگاتا منصوب شد، سپس از سال ۱۹۴۶ تا ۱۹۴۷ به عنوان فرماندار توکیو منصوب شد، سپس از سال ۱۹۴۷ تا ۱۹۵۹ به عنوان فرماندار توکیو انتخاب شد. او نماینده در مجلس نمایندگان (ژاپن) از سال ۱۹۶۰ تا زمان مرگش در سال ۱۹۶۲ بود.